# 40e corps d'armée (France)
Pour les articles homonymes, voir 40e corps d'armée.
Le 40e Corps d'Armée de l'Armée de terre de l'Armée française a été constitué le 24 décembre 1916, par ordre du 3 décembre 1916, sans éléments non endivisionnés (à l'exception d'une compagnie de Télégraphistes de Corps d'Armée). Ce corps d'armée n'a donc pas eu de composition organique.

## Création et différentes dénominations
- 17 décembre 1916 : 40e Corps d'Armée
- 11 février 1919 : Dissolution

## Chefs du40ecorpsd'armée
- 17 décembre 1916 - 11 février 1919 : général Paulinier

## Composition
- 2e Division d'Infanterie du 11 septembre au 26 octobre 1918
- 4e Division d'Infanterie du 29 janvier au 10 mars 1917
- 5e Division d'Infanterie du 13 au 24 mars 1917
- 7e Division d'Infanterie du 24 décembre 1916 au 20 juillet 1917
- 9e Division d'Infanterie du 11 mai au 1er juillet 1918
- 10e Division d'Infanterie du 13 avril au 1er juillet 1918
- 11e Division d'Infanterie du 9 février au 15 mars 1917
- 12e Division d'Infanterie du 5 janvier au 11 mars 1918
- 13e Division d'Infanterie du 15 décembre 1917 au 8 janvier 1918
- 27e Division d'Infanterie du 1er avril au 11 mars 1918
- 38e Division d'Infanterie du 22 septembre au 2 novembre 1918
- 43e Division d'Infanterie du 15 décembre 1917 au 22 janvier 1918
- 51e Division d'Infanterie du 27 août au 14 octobre 1918
- 52e Division d'Infanterie du 20 juillet au 12 août 1917
- 53e Division d'Infanterie du 21 juin au 19 septembre 1918
- 68e Division d'Infanterie du 21 octobre au 11 novembre 1918
- 73e Division d'Infanterie du 24 décembre 1916 au 27 mai 1917, puis, du 8 août 1917 au 13 mai 1918
- 127e Division d'Infanterie du 16 janvier au 15 février 1918
- 151e Division d'Infanterie du 27 juin au 30 août 1918
- 154e Division d'Infanterie du 30 octobre au 11 novembre 1918
- 10e Division d'Infanterie Coloniale du 24 au 27 mai 1917
- 15e Division d'Infanterie Coloniale du 24 au 27 mai 1917
- 2e Division Marocaine du 1er au 11 novembre 1918

## Historique
- 24 - 27 décembre 1916 : constitution dans la région de Baccarat, Lunéville.
- 28 décembre 1916 - 27 mai 1917 : occupation d'un secteur entre La Chapelotte et le Sânon.
- 27 mai - 20 juillet 1917 : retrait du front, mouvement vers Remiremont, puis vers Montbéliard ; repos.
- 20 juillet 1917 - 11 novembre 1918 : occupation d'un secteur de la frontière suisse jusque vers Fulleren :

1er avril 1918 : secteur étendu, à gauche, jusque vers Leimbach.
Fréquentes actions de détail.